# Serrat de Cabicerans
El Serrat de Cabicerans és un serrat del municipi de Tremp, situat al sud del terme, dins de l'enclavament de Claret, pertanyent al terme originari de Tremp. És a prop del límit amb Castell de Mur, al Pallars Jussà. De fet, el termenal entre aquests dos municipis passa pels vessants meridionals del serrat, de tal manera que si bé la carena és en terme de Tremp, una part del serrat sí que fa de límit municipal.
És una serra d'un quilòmetre i mig de llargada, que s'estén de ponent a llevant fent un arc molt pronunciat, còncau pel costat sud. A l'extrem oest, hi té la Sort de la Casa Blanca, amb aquesta peculiar masia que mai no va entrar en funcionament, i a l'extrem sud-est, el Planell del Fenàs.
Separa les valls del barranc de Puigverd, al nord, afluent del barranc de Palau, de les de capçalera del barranc de l'Espona, al sud.